# Dieter B. Herrmann

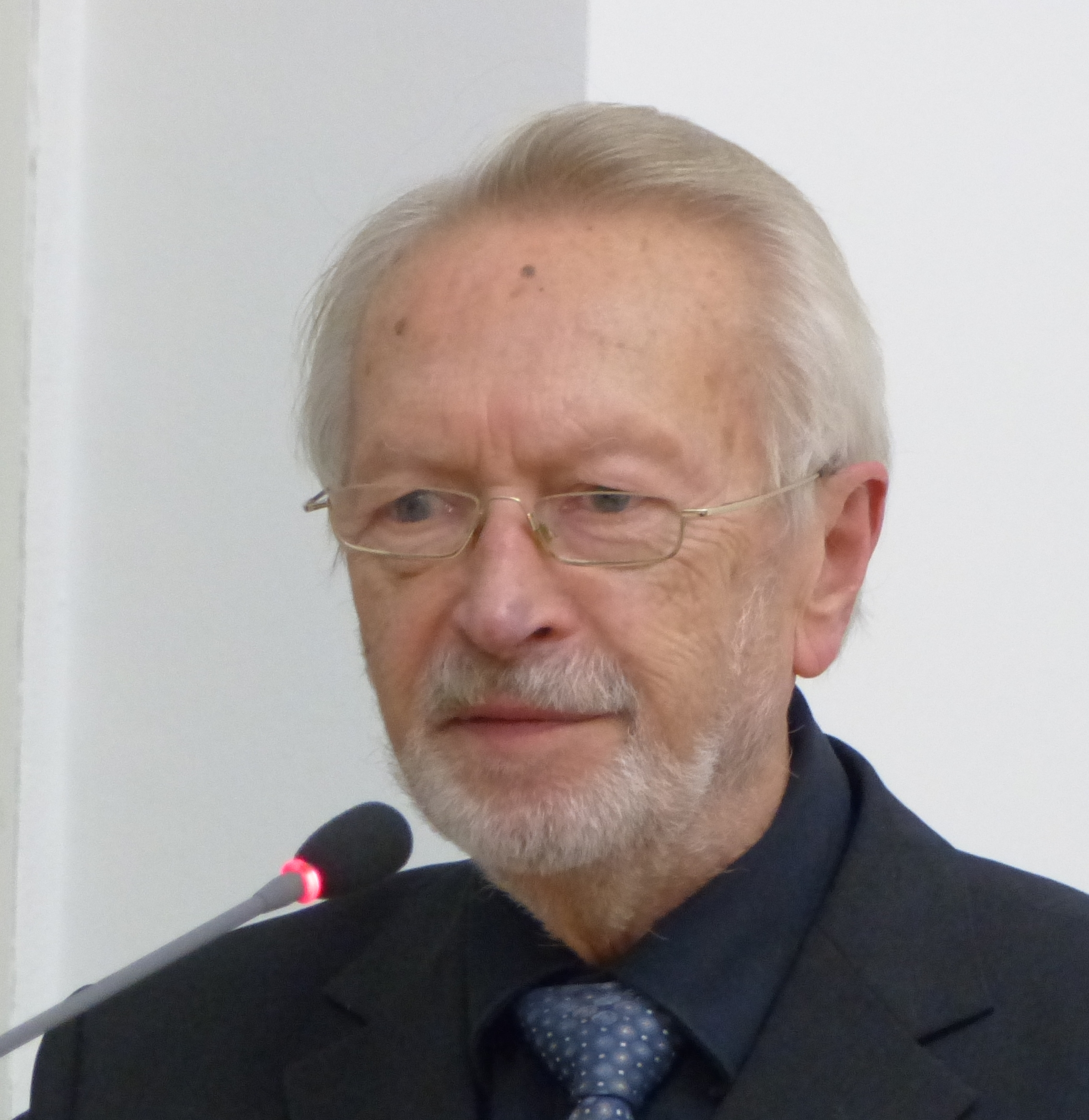
Dieter B. Herrmann, 2015

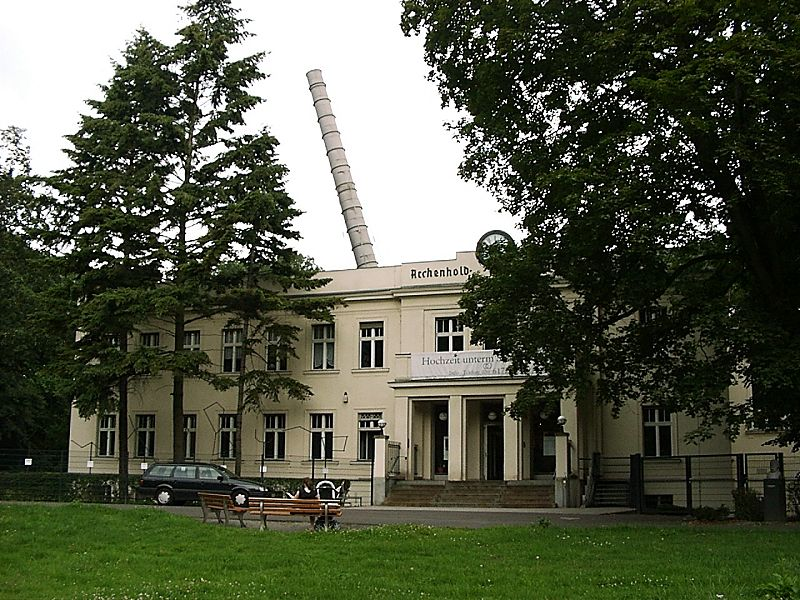
Archenhold-Sternwarte, 2004

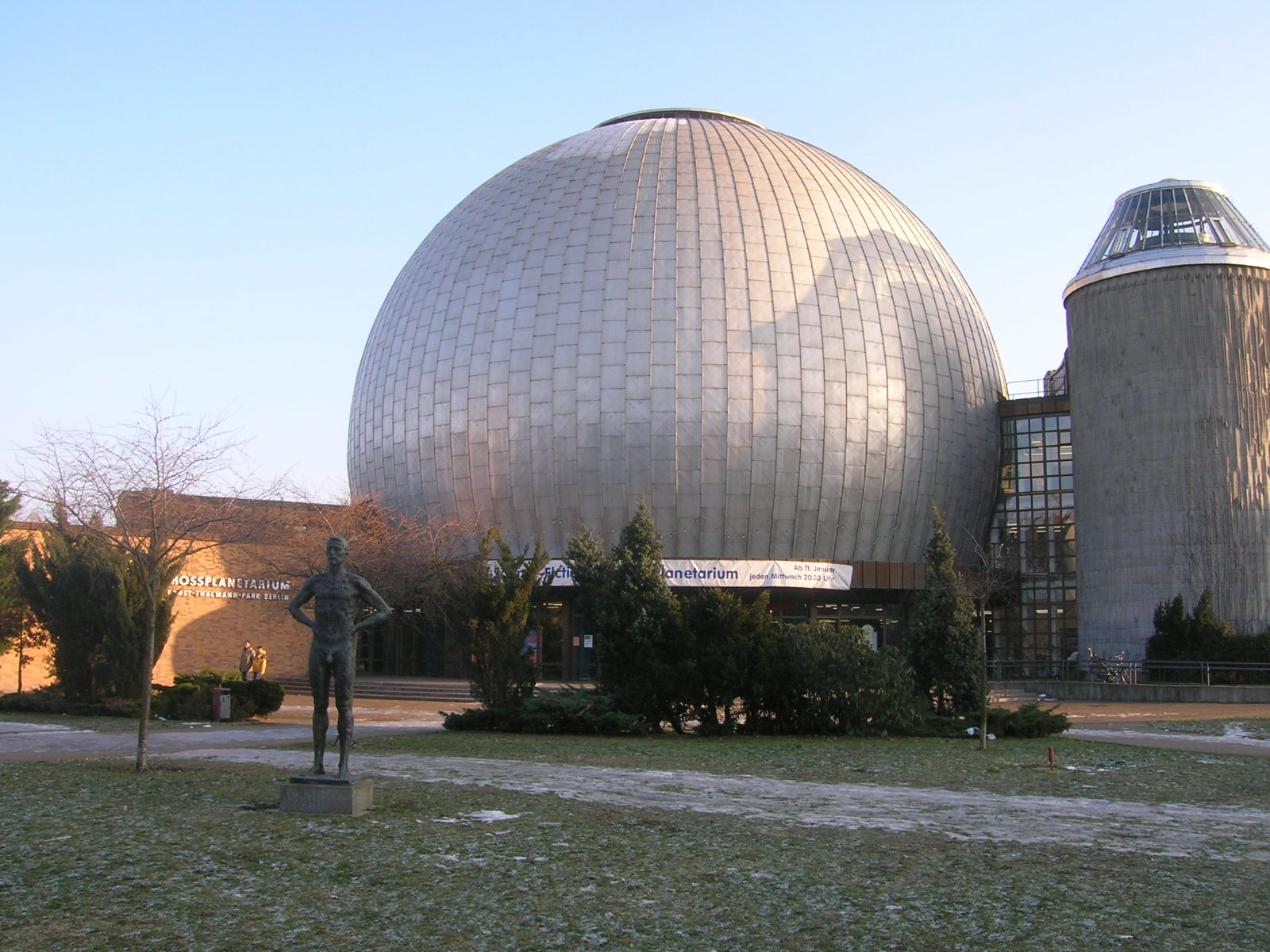
Das Zeiss-Großplanetarium in Berlin-Prenzlauer Berg, 2006

Dieter Bernhard Herrmann (* 3. Januar 1939 in Berlin; † 25. November 2021) war ein deutscher Astronom und Autor zahlreicher populärwissenschaftlicher Bücher über Astronomie. In seinen wissenschaftlichen Arbeiten befasste er sich unter anderem mit der Frühentwicklung der Astrophysik sowie mit der Anwendung quantitativer Methoden in der Wissenschaftsgeschichte.

## Leben und Wirken
Herrmann studierte an der Humboldt-Universität Berlin von 1957 bis 1963 Physik. Von 1963 bis 1969 war er in der Staatlichen Zentrale für Strahlenschutz der DDR beschäftigt. 1969 erfolgte die Promotion zum Dr. rer. nat. an der Humboldt-Universität zum Thema Die Entstehung der astronomischen Fachzeitschriften in Deutschland (1798–1821). Er leitete vom 1. November 1976 bis 30. September 2004 die Archenhold-Sternwarte in Berlin-Alt-Treptow als Nachfolger von Diedrich Wattenberg. Im Jahr 1986 erfolgte die Habilitation Herrmanns zum Dr. sc. und die Ernennung zum Honorarprofessor. Er war 1987 Gründungsdirektor des Zeiss-Großplanetariums in Berlin-Prenzlauer Berg. Außerdem moderierte er 14 Jahre lang die populärwissenschaftliche Sendung „AHA“ des Fernsehens der DDR, wofür er dreimal mit dem Goldenen Lorbeer des DDR-Fernsehens ausgezeichnet wurde. Zu Herrmanns Wirken gehört seine umfangreiche Vortragstätigkeit. Er ist Autor von 46 Büchern, 150 wissenschaftlichen und etwa 2000 populärwissenschaftlichen Publikationen sowie der erfolgreichen Planetariumsprogramme Phantastisches Weltall, Sterne, Nebel, Feuerräder, Als der Mond zum Schneider kam, Die große Tour durch die Welt der Planeten (Premiere 1993).
Herrmann war Mitglied der Internationalen Astronomischen Union, der European Astronomical Society, der Leibniz-Sozietät der Wissenschaften zu Berlin, der Berliner Wissenschaftlichen Gesellschaft, der Astronomischen Gesellschaft und anderer wissenschaftlicher Vereinigungen. Er war Mitglied des Wissenschaftsrates der Gesellschaft zur wissenschaftlichen Untersuchung von Parawissenschaften sowie im wissenschaftlichen Beirat der von der Gesellschaft für Anomalistik herausgegebenen Zeitschrift für Anomalistik. Seit Oktober 2004 lebte Herrmann als freier Forscher und Autor in Berlin. Von 2006 bis zum Januar 2012 war er Präsident der Leibniz-Sozietät (seit 2007 Leibniz-Sozietät der Wissenschaften zu Berlin e. V.). Am 27. Juni 2012 wurde er in den Vorstand der Urania e. V. Berlin gewählt. Am 18. Mai 2012 wurde Herrmann „für seine außerordentlichen Verdienste um die Vermittlung astronomischer Kenntnisse und für die Entwicklung der Planetariumslandschaft im deutschsprachigen Bereich“ zum Ehrenmitglied der Gesellschaft Deutschsprachiger Planetarien ernannt.
Von Januar 2010 bis April 2015 gab Herrmann in seiner Video-Kolumne Herrmanns Himmelsblicke auf der Website der Märkischen Oderzeitung einen monatlichen Überblick über den aktuellen Sternhimmel. Seit dem 26. September 2010 trägt der am 11. Januar 2000 in der Volkssternwarte Drebach (Erzgebirge) entdeckte Kleinplanet (103460) den Namen Dieterherrmann.  Am 17. September 2019 wurde Herrmann mit dem renommierten Bruno-H.-Bürgel-Preis der Astronomischen Gesellschaft für hervorragende populäre Darstellungen auf dem Gebiet der Astronomie in den Medien ausgezeichnet. Er war seit 1994 Mitglied des Beirats der Studienstiftung des Abgeordnetenhauses von Berlin und wurde 2020 durch dessen Präsidenten zum Vorstandsmitglied bestellt. Seit 2019 war er Ehrenmitglied der Wilhelm-Foerster-Sternwarte. Im Mai 2021 wurde Herrmann „for his restless effort in promoting the Expansion of Human Civilisation into the Outer Space“ zum Ehrenmitglied der „Space Renaissance International“ ernannt. Im November 2021 wurde er mit dem „Silbernen Meridian“ der europäischen Raumfahrtvereine ausgezeichnet.
Seit 2008 war Dieter B. Herrmann mit der Berliner Malerin Sabine Heinz verheiratet.

## Schriften (Auswahl)
- Die Entstehung der astronomischen Fachzeitschriften in Deutschland (1798–1821) (= Veröffentlichungen der Archenhold-Sternwarte, Berlin-Treptow. 5, ZDB-ID 1225648-1). Archenhold-Sternwarte, Berlin 1972, (Zugleich: Berlin, Humboldt-Universität, Dissertation vom 4. September 1969).
- Geschichte der Astronomie von Herschel bis Hertzsprung. VEB Deutscher Verlag der Wissenschaften, Berlin 1975, (Später als: Geschichte der modernen Astronomie. ebenda 1984; auch englisch bei Cambridge University Press, Cambridge 1984).
- Kosmische Weiten. Geschichte der Entfernungsmessung im Weltall. Johann Ambrosius Barth, Leipzig 1977, (Später als: Kosmische Weiten. Kurze Geschichte der Entfernungsmessung im Weltall. Deutsch, Thun u. a. 1990, ISBN 3-8171-1145-2).
- Vom Schattenstab zum Riesenspiegel. 2000 Jahre Technik der Himmelsforschung. Verlag Neues Leben, Berlin 1978, (4., unveränderte Auflage. ebenda 1989, ISBN 3-355-00786-2).
- Entdecker des Himmels. Urania-Verlag, Leipzig u. a. 1978, (4., überarbeitete Auflage. ebenda 1990, ISBN 3-332-00353-4; auch russisch 1981 beim Verlag ‚Mir‘ sowie ungarisch 1981 beim Verlag ‚Gondolat‘).[7]
- Besiedelt die Menschheit das Weltall? (= Akzent-Reihe. 50). Urania-Verlag, Leipzig 1981.
- Das Sternguckerbuch. Verlag Neues Leben, Berlin 1981, (4., bearbeitete Auflage. ebenda 1987, ISBN 3-355-00021-3).
- Von Sternen und Feuerrädern. Verlag Junge Welt, Berlin 1981, (Überarbeitete Neuausgabe, als: Planeten, Sterne, Galaxien. Ein Streifzug durch das Weltall. Gerstenberg, Hildesheim 2014, ISBN 978-3-8369-5710-6; zahlreiche deutsche Auflagen; auch spanisch bei Liberalia Ediciones, Santiago de Chile 2017 und chinesisch bei Red Dot Wisdom Cultural Development, Beijing 2018).
- Ejnar Hertzsprung. Pionier der Sternforschung. Springer, Berlin u. a. 1994, ISBN 3-540-57688-6.
- Sonne, Mond und Sterne. Franckh-Kosmos, Stuttgart 1995, ISBN 3-440-06439-5 (2. Auflage 2003, ISBN 3-440-09551-7).
- Antimaterie. Auf der Suche nach der Gegenwelt. Beck, München 1998, ISBN 3-406-44504-7 (4., aktualisierte Auflage: (= Beck'sche Reihe. Wissen. 2104). ebenda 2009, ISBN 978-3-406-44504-0).
- Die Milchstraße. Sterne, Nebel, Sternsysteme. Franckh-Kosmos, Stuttgart 2003, ISBN 3-440-09409-X.
- Astronomiegeschichte. Ausgewählte Beiträge zur Entwicklung der Himmelskunde. Paetec, Berlin u. a. 2004, ISBN 3-89818-346-7.
- Sterne der Traumzeit. Reiseminiaturen. Duden Paetec, Berlin u. a. 2005, ISBN 3-89818-367-X.
- Weltall und Raumfahrt (= Der Jugendbrockhaus.). Brockhaus, Mannheim u. a. 2007, ISBN 978-3-7653-3161-9.
- Die große Kosmos Himmelskunde. Planeten, Sterne, Galaxien – moderne Astronomie ganz verständlich. Franckh-Kosmos, Stuttgart 2007, ISBN 978-3-440-10928-1.
- Astronom in zwei Welten. Autobiographie. Mitteldeutscher Verlag, Halle (Saale) 2008, ISBN 978-3-89812-557-4.
- Der Zyklop. Die Kulturgeschichte des Fernrohrs. Westermann, Braunschweig 2009, ISBN 978-3-14-100860-9.
- „Ich bin mit jedem Lob einverstanden“. Hanns Eisler im Gespräch 1960–1962. Salier, Leipzig u. a. 2009, ISBN 978-3-939611-32-5.
- Sonne, Mond und Sterne. Curis Abenteuer im Weltall (= Kon Te Xis. Arbeitsheft. Jg. 2009, Nr. 1, ISSN 1869-9987). Technischer Jugendfreizeit- und Bildungsverein (tjfbv) e. V., Berlin 2009, (PDF).
- Urknall im Labor. Wie Teilchenbeschleuniger die Natur simulieren. Springer, Berlin u. a. 2010, ISBN 978-3-642-10313-1.
- Das Urknall-Experiment. Die Suche nach dem Anfang der Welt. Franckh-Kosmos, Stuttgart 2014, ISBN 978-3-440-14455-8.
- Die Harmonie des Universums. Von der rätselhaften Schönheit der Naturgesetze. Franckh-Kosmos, Stuttgart 2017, ISBN 978-3-440-15263-8.
- als Herausgeber mit Christian Gritzner: Beiträge zur Geschichte der Raumfahrt. Ausgewählte Vorträge der Raumfahrthistorischen Kolloquien 1986–2015 (= Abhandlungen der Leibniz-Sozietät der Wissenschaften. 46). trafo Wissenschaftsverlag, Berlin 2017, ISBN 978-3-86464-121-3.
- Himmelskunde. Eine Einführung in die Astronomie. Franckh-Kosmos, Stuttgart 2018, ISBN 978-3-440-15837-1.
- als Herausgeber mit Gerhard Banse, Herbert Hörz: 25 Jahre Leibniz-Sozietät der Wissenschaften zu Berlin. Reden der Präsidenten auf den Leibniz-Tagen 1993–2017 (= Abhandlungen der Leibniz-Sozietät der Wissenschaften. 50). trafo Wissenschaftsverlag, Berlin 2018, ISBN 978-3-86464-161-9.
- Atlas astronomischer Traumorte. Entdeckungsreisen auf den Spuren der Sternkunde. Franckh-Kosmos, Stuttgart 2019, ISBN 978-3-440-16403-7.
- Astronomie – Bildung – Philosophie. Ausgewählte Vorträge und Aufsätze 2005–2020 (= Abhandlungen der Leibniz-Sozietät der Wissenschaften. 62). trafo Wissenschaftsverlag, Berlin 2020, ISBN 978-3-86464-213-5.
- Erde an Mars. Wie die Menschheit das Weltall besiedeln wird. LangenMüller, München 2021, ISBN 978-3-7844-3604-3.